# Раудонское староство
Раудонское староство (лит. Raudonės seniūnija) — одно из 12 староств Юрбаркского района, Таурагского уезда Литвы. Административный центр — местечко Раудоне.

## География
Расположено в Каршувской низменности, на западе Центральной Литвы, в юго-восточной части Юрбаркского района.
Граничит с Скирснемунским староством на западе, Шимкайчяйским — на севере, Велюонским — на северо-востоке и востоке, и Плокщяйским староством Шакяйского района — на юге.

## Население
Раудонское староство включает в себя местечки Раудоне и Стакяй, а также 29 деревень.